# Hersilia nentwigi
Hersilia nentwigi är en spindelart som beskrevs av Baehr 1993. Hersilia nentwigi ingår i släktet Hersilia och familjen Hersiliidae. Inga underarter finns listade i Catalogue of Life.